# 南岬之盟
南岬之盟是今人對斯卡羅王國與美國於1867年10月10日於恆春出火立盟口頭協議，並於1869年2月28日卓杞篤與美國駐廈門領事李仙得達成書面諒解備忘錄的稱呼。
沿由西元1867年美籍商船羅發號 (Rover) 於臺東外海觸礁，當時船長杭特（Joseph W. Hunt）伉儷偕十四名生還船員共14人僥倖逃出生天，於墾丁一帶倉惶上岸，但不慎闖入恆春半島的龜仔甪社社域，被當地部族視為侵略者而遭出草，史稱羅發號事件。
美國政府向清政府抗議，時任臺灣兵備道吳大廷得知此事，表示：「臺地生番穴處猱居，不載版圖，為聲教所不及，今該船遭風，誤陷絕地，為思慮防範所不到，苟可盡力搜捕，無不飛速檄行，無煩合眾國兵力相幫辦理。」表明台灣從枋寮到鵝鑾鼻這一區是斯卡羅王國疆域，「生番」地帶向來不歸王化，清朝無法管轄。然而，引發美國強烈不滿，態度轉為更加強硬。清政府發覺事態嚴重，遣台灣鎮總兵劉明燈協助調查此事。
美國代表不滿清廷處理，於是決定自行與斯卡羅王國代表談判，1867年10月，在恆春東門東方三公里處，古名叫出火的地方達成口頭協議，後人稱之為「南岬之盟」，內容要求外國人若非生命危險逼不得已不得登岸，海難生還者必須舉紅旗識別否則格殺勿論。

## 談判過程

### 美國與瑯嶠十八社口頭立盟

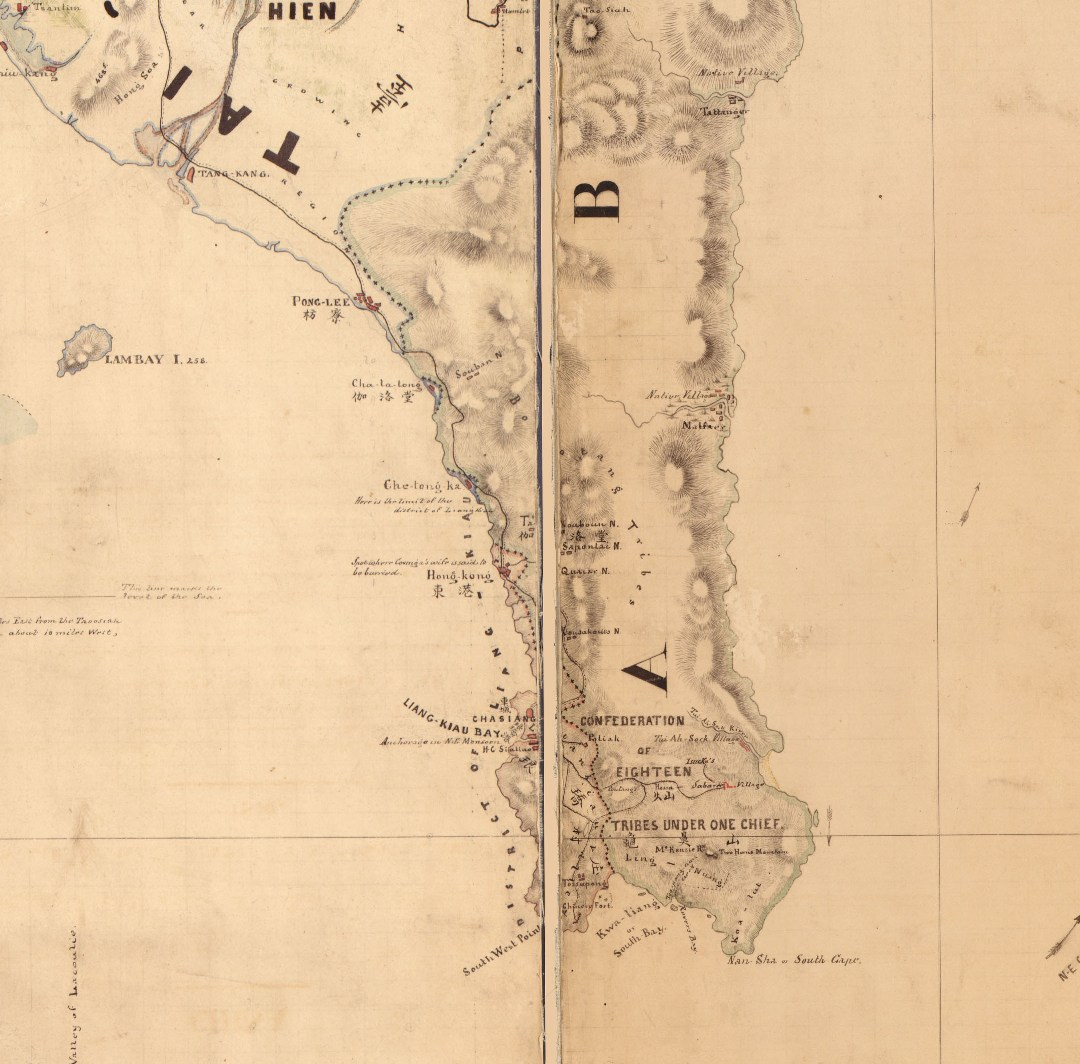
李仙得所繪台灣地圖標出瑯嶠十八社與南岬（Nan Sha or South Cape）位置

羅妹號事件引發外交衝突，美國為報復而派出福爾摩沙遠征特遣隊，但行動受挫戰敗撤退，最終美國決定嘗試聯絡原住民以談判方式和解。
美國方面，由當時在北京的美國駐華公使蒲安臣，指派駐廈門領事李仙得（Charles W. le Gendre）為美國外交代表，偕同通事六人，於9月4日扺臺，9月10日會合台灣總兵劉明燈率兵士500員隨行，越過番界，於9月23日深入琅𤩝。之後李仙得以劉明燈部隊留守後方繼續前行。1867年10月10日，李仙得於今恆春城外的出火面會瑯嶠十八社總頭目卓杞篤，雙方達成口頭協議；美國表示對瑯嶠十八社的友好，如果原住民秉持人道精神不再殺害海難生還者，美國不會再出兵；而卓杞篤亦釋出善意，保證不殺害將來以紅旗作識別求援的海難生還者，是為「南岬之盟」。
南岬之盟結束之後，劉明燈勒石於車城庄福德廟（今福安宮），以紀念清廷此次出兵深入琅𤩝，俗稱「劉提督碑」。但是李仙得在北京的上級認為此口頭協議不夠嚴謹，尚需實施後觀察履行狀況，日後再簽定書面協議。

### 美國與大清政府
1868年（同治7年），美國駐華署理公使衛廉士（S. Wells Williams）向清廷提案，將瑯嶠一帶地方收入行政版圖，設官並駐兵防守。時任台灣鎮總兵劉明燈會同前台灣鎮總兵曾元福、按察使銜台灣道吳大廷等官員討論，並派前淡水同知鄭元杰、署臺灣理番同知王文棨會勘，並提議在龜仔甪（今墾丁社頂自然公園）的舊有龜鼻山營盤改建成砲台並永久駐紮。但衛廉士一直向北京總理衙門各大臣申陳，卻總得到「從緩斟酌為詞云云」，因此特向恭親王奕訢表達清廷須將瑯嶠設關建砲台立場。

### 美國與瑯嶠十八社的諒解備忘錄
大清國曾多次對國際聲明其台灣的版圖不及生番地界，而瑯嶠十八社亦非清廷所統治範圍。加上1867年10月10日李仙得和卓杞篤的口頭協議沒有書面根據，有人懷疑其真實性；英國福州領事也質疑卓杞篤只是酋邦共主，協議不及所有瑯嶠十八社。李仙得於1869年2月份，再度來台確認原住民是否遵守該口頭協議，2月28日與卓杞篤再度會面，雙方關係再進一步，以書面方式立下非正式條約，並保證日後不再殺害西洋船舶海難人員等等。此「南岬之盟」被視為美國與瑯嶠十八社一個的協議，李仙得提交給國會的報告中收錄全文。
李仙得的國會報告中還提到，書寫文件是卓杞篤的弟弟要求，記下將來遇海難的美國人向原住民求救時必須遵守的程序，如舉紅旗，待指示，到指定地點上岸等等，以避免將來執行時可能發生的誤會。李仙得說因未有條約的書面，此會議記錄顯得不正式又缺少效益，他還是記錄下來，希望將來各國船隻藉此瞭解並遵守此程序來尋求救助。李仙得將書寫後的漢文版本交給卓杞篤，自己則保留英文原稿。

### 後續
1872年，時福建通商總局派遣當時台灣鎮與台灣道等官員會勘瑯嶠後，認為因枋藔一帶已有駐紮軍隊以資保護，無須添設砲台，會咨總理衙門察照，並向李仙得照會。

## 備忘錄原文
|                                    | TERRITORY UNDER TAUKETOK Village of the Sabarees, February 28, 1869 At the request of Tauketok, the ruler of the eighteen tribes south of Liangkiau, and between the range of hills east of it and the Eastern Sea including the bay known as the Southern Bay of Formosa where the crew of the American bark Rover were murdered by the Koaluts, I, Charles W. Le Gendre, United States consul for Amoy and Formosa give this as a memorandum of the understanding arrived at between myself and the said Tauketok in 1867, the same having been approved by the United States Government and assented to, I believe by the foreign ministers at Pekin viz: Cast-aways will be kindly treated by any of the eighteen tribes under Tauketok. If possible, they are to display a red flag before landing. Ballast and water. - Vessels requiring supplies are to send a crew on shore, displaying a red flag, and must not land until a similar token has been shown from the shore, and then only at the spot indicated. They are not to visit the hills and villages, but, when possible, are to confine their visit to the Tuiahsockang, being the first stream on the east coast north of the southeastern cape of South Bay, and to the Toapangnack, to the west of the rock where the Rover's crew were murdered, the latter being the better watering place in the northeast monsoon. Persons landing under other than these conditions do so at their own peril, and must not look, I believe, for protection from their government if molested by the natives, who in such case will not be held responsible for their safety. CHAS. W. LE GENDRE, United States Consul. Witness: I. ALEX. MAN, Commissioner of Customs for Southern Formosa. Witness and interpreter: W. A. PICKERING |
| ——美國國務卿給國會的1869年年度報告 | |

## 備註
1. ↑  臺灣原住民語獵人頭的意思，同斬首。

## 外部連結
- 1907年1月26日，19世紀的「臺灣通」－必麒麟(W.A Pickering)逝世紀念日 – 聚珍臺灣 （页面存档备份，存于）